# Franciszek Duszak
Franciszek Duszak (ur. 1883 w Mokobodach, zm. 20 grudnia 1942) – polski i sowiecki działacz komunistyczny, członek SdKPiL, KPP, Socjaldemokratycznej Partii Robotniczej Rosji (bolszewików).

## Biogram
Pochodził z rodziny chłopskiej z Siedleckiego, był synem miejscowego rolnika, Franciszka. Ukończył czteroklasową szkołę rzemieślniczą, zdobywając zawód szewca.
W 1904 r. wstąpił do Socjaldemokracji Królestwa Polskiego i Litwy, działał w Warszawie. Aresztowany przez władze rosyjskie w 1905 r. za udział w strajku, był więziony przez trzy miesiące. Po zwolnieniu kontynuował tajną działalność organizacyjną i agitacyjno-propagandową w strukturach warszawskiej SdKPiL. W 1912 r. w lokalu szewca Kosiorka przy ul. Marszałkowskiej 40 m. 51, u którego mieszkał, został ponownie aresztowany za posiadanie znalezionych w trakcie rewizji tajnych publikacji, fałszywych dokumentów i pieczęci. Był więziony w X Pawilonie Cytadeli.
Po wybuchu wojny został w sierpniu 1914 r. wraz z innymi aresztantami ewakuowany początkowo do więzienia w Orle nad Oką, a następnie na Butyrkach w Moskwie. 17 maja 1916 r. został skazany przez Moskiewską Izbę Sądową z art. 102 par. 1 kodeksu karnego za przynależność do warszawskiej organizacji SdKPiL na zesłanie do guberni irkuckiej. Tam pracował jako garbarz w gminie kimeltejskiej. Uwolniony podczas rewolucji lutowej, w marcu 1917 r. dotarł do Moskwy, gdzie działał w tamtejszej komórce SdKPiL. Został wówczas przyjęty do Socjaldemokratycznej Partii Robotniczej Rosji (bolszewików) z zaliczeniem stażu od 1904 r. i wziął udział w rewolucji październikowej.
W zrewoltowanej Rosji organizował terenowe Rady Delegatów Robotniczych i Chłopskich oraz lokalne komitety rewolucyjne. Następnie kierował warsztatami przy Zjednoczeniu Ekonomicznym Rad Delegatów Robotniczych w moskiewskiej dzielnicy Sokolniki. W 1919 r. znalazł się wśród członków moskiewskiej grupy Komunistycznej Partii Robotniczej Polski. Uczestniczył w wojnie polsko-bolszewickiej 1920 r. w szeregach Armii Czerwonej. Po demobilizacji został oddelegowany do Moskwy, gdzie znów objął kierownictwo warsztatów szewskich.
Należał do Wszechzwiązkowego Stowarzyszenia byłych Katorżników Politycznych i Zesłańców, zrzeszającego tzw. starych bolszewików, które zostało zlikwidowane przez władze sowieckie 25 czerwca 1935 r. Aresztowany przez NKWD 2 marca 1938 r., został wraz z innymi aktywistami Stowarzyszenia oskarżony o działalność kontrrewolucyjną i skazany 28 maja tr. na 10 lat łagru; zrehabilitowany w 1956 r.